# Madhawapur
Madhawapur (nep. मधवापुर) – gaun wikas samiti we wschodniej części Nepalu w strefie Sagarmatha w dystrykcie Saptari. Według nepalskiego spisu powszechnego z 2001 roku liczył on 881 gospodarstw domowych i 4790 mieszkańców (2406 kobiet i 2384 mężczyzn).